# Kaňovice (district de Frýdek-Místek)
Pour les articles homonymes, voir Kaňovice.
Kaňovice (en allemand : Kaniowitz ; en polonais : Kaniowice) est une commune du district de Frýdek-Místek, dans la région de Moravie-Silésie, en République tchèque. Sa population s'élevait à 331 habitants en 2021.

## Géographie
Kaňovice se trouve à 8 km au nord-nord-est de Frýdek-Místek, à 13 km au sud-est d'Ostrava et à 287 km à l'est-sud-est de Prague.
La commune est limitée par Václavovice au nord-ouest, par Havířov au nord-est, par Horní Bludovice à l'est, par Bruzovice au sud et par Sedliště au sud-ouest.

## Histoire
La première mention écrite du village date de 1613.

## Transports
Par la route, Kaňovice se trouve à 8 km de Frýdek-Místek, à 18 km d'Ostrava et à 361 km de Prague.